# Rata talp cega
Les rates talp cegues (Spalax) són un gènere de rosegadors de la família dels espalàcids. Es tracta de mamífers subterranis d'entre 15 i 30 cm de llargada. Manquen de cua i pesen entre 150 i 300 g. Tenen el cos grassonet i cilíndric. Tenen 16 dents. La seva distribució s'estén pels Balcans, el sud de Rússia, l'Àsia Menor i la conca del Mediterrani fins a Líbia. Poden viure tant a les planes com els turons i les muntanyes. A Turquia n'hi ha poblacions que viuen a altituds de fins a 2.600 m.

## Taxonomia
- S. antiquus[3]
- S. arenarius
- S. carmeli
- S. ehrenbergi
- S. galili
- S. giganteus
- S. golani
- S. graecus
- S. istricus[3]
- S. judaei
- S. leucodon
- S. microphthalmus
- S. munzuri
- S. nehringi
- S. uralensis
- S. zemni